# Girl in a Band
Girl in a Band: A Memoir é uma autobiografia de 2015 escrita pela ex-baixista, vocalista e compositora do Sonic Youth, Kim Gordon.

## Publicação
O livro de memórias de 288 páginas foi publicado em 24 de fevereiro de 2015 pela Dey Street Books, um selo da Harper Collins. O título baseia-se na letra da música "Sacred Trickster" no último álbum do Sonic Youth, The Eternal (2009): "Como é ser uma garota em uma banda? / Eu não entendo muito bem." A letra também aparece em um cartaz na exposição de arte de Gordon em 2013 - uma pesquisa de seu trabalho desde 1980 - na galeria White Columns de Nova York.

## Recepção
O livro de memórias recebeu críticas fortemente favoráveis. No The New York Times, Questlove elogiou a "introspecção cuidadosa, detalhes e sentimento real" do livro, observando que mesmo quando as muitas celebridades da vida de Gordon aparecem na narrativa, "nunca parece forçado ou vistoso. Ela é clara sobre como as pessoas ao redor serviram como inspiração artística, despertando suas ideias e dando-lhe confiança para se expressar." Na NME, Leonie Cooper observou: "Fofocas sobre o colapso de seu casamento e do Sonic Youth atrairão muitos para o livro de Gordon. Mas ela supera isso maravilhosamente, lidando com simplicidade resignada e encontrando catarse através da arte que ela aprecia... Muito mais do que uma biografia de rock, Girl In A Band é um registro único dos últimos 50 anos de cultura alternativa."
A crítica positiva do The Guardian ao livro concluiu que "este livro de memórias é uma espécie de incendiar o trabalho de uma vida que para Gordon é agora inseparável do desgosto", mas observou que, no tratamento de Gordon sobre o colapso de seu casamento, "o que poderia simplesmente ser descrito como uma história de duas pessoas que se apaixonaram e depois se desapaixonaram com toda a miséria emocional usual... é retratada em termos da crise da meia-idade, um quadro narrativo que parece desnecessariamente punitivo para todos os envolvidos."